# Marathon van Enschede 2003
De marathon van Enschede 2003 werd gelopen op zondag 25 mei 2003. Het was de 35e editie van deze marathon.
De Keniaan Wilson Kibet kwam bij de mannen als eerste over de streep in 2:11.38. Snelste Nederlander was Marti ten Kate, die met een tijd van 2:40.33 als tiende de finish passeerde. Bij de vrouwen werd de wedstrijd beslist door de Nederlandse Gea Siekmans in 3:05.02.
In totaal finishten er 261 marathonlopers, waarvan 245 mannen en 16 vrouwen.
Naast de hele marathon kende het evenement ook een halve marathon en een 10 kilometer.

## Marathon

### Mannen
| rang   | naam                | land | tijd    |
| ------ | ------------------- | ---- | ------- |
| Goud   | Wilson Kibet        | KEN  | 2:11.38 |
| Zilver | Gideon Chirchir     | KEN  | 2:13.41 |
| Brons  | Peter Chemei        | KEN  | 2:13.57 |
| 4      | Thomas Chimitei     | KEN  | 2:14.44 |
| 5      | Tadesse Hailemariam | ETH  | 2:16.20 |
| 6      | Andrew Eyepan Ekai  | KEN  | 2:18.13 |
| 7      | Michael Kite        | KEN  | 2:20.04 |
| 8      | Thomas Kipkosgei    | KEN  | 2:21.43 |
| 9      | Mustapha Damaoui    | MAR  | 2:26.22 |
| 10     | Marti ten Kate      | NED  | 2:40.33 |
| 11     | Edwin Veenstra      | NED  | 2:41.12 |
| 12     | Peter Bruinsma      | NED  | 2:43.49 |
| 13     | Harry Janssen       | NED  | 2:46.59 |
| 14     | Roy Menning         | NED  | 2:47.24 |
| 15     | Haile Mengistu      | ETH  | 2:47.48 |

### Vrouwen
| rang   | naam           | land | tijd    |
| ------ | -------------- | ---- | ------- |
| Goud   | Gea Siekmans   | NED  | 3:05.02 |
| Zilver | Annette Voets  | NED  | 3:14.46 |
| Brons  | Elly Buijvoets | NED  | 3:38.55 |

## Halve marathon

### Mannen
| rang   | naam              | land | tijd    |
| ------ | ----------------- | ---- | ------- |
| Goud   | Eric Borg         | NED  | 1:14.20 |
| Zilver | Bjorn Geerdink    | NED  | 1:15.02 |
| Brons  | Jeroen Machielsen | NED  | 1:15.38 |

### Vrouwen
| rang   | naam              | land | tijd    |
| ------ | ----------------- | ---- | ------- |
| Goud   | Ingrid Prigge     | NED  | 1:20.50 |
| Zilver | Klara Davina      | NED  | 1:27.44 |
| Brons  | Esther van Heerde | NED  | 1:28.10 |

## 10 km

### Mannen
| rang   | naam              | land | tijd  |
| ------ | ----------------- | ---- | ----- |
| Goud   | Dolf Jansen       | NED  | 33.42 |
| Zilver | Philipp Havelmann | GER  | 34.06 |
| Brons  | Tonnie Stouten    | NED  | 34.19 |

### Vrouwen
| rang   | naam           | land | tijd  |
| ------ | -------------- | ---- | ----- |
| Goud   | Brigit Landewe | NED  | 38.31 |
| Zilver | Carla Verwijs  | NED  | 42.00 |
| Brons  | Anke Tuinman   | NED  | 42.39 |

1947 ·
1949 ·
1951 ·
1953 ·
1955 ·
1957 ·
1959 ·
1961 ·
1963 ·
1965 ·
1967 ·
1969 ·
1971 ·
1973 ·
1975 ·
1977 ·
1979 ·
1981 ·
1983 ·
1985 ·
1987 ·
1989 ·
1991 ·
1992 ·
1993 ·
1994 ·
1995 ·
1996 ·
1997 ·
1998 ·
1999 ·
2000 ·
2001 ·
2002 ·
2003 ·
2004 ·
2005 ·
2006 ·
2007 ·
2008 ·
2009 ·
2010 ·
2011 ·
2012 ·
2013 ·
2014 ·
2015 ·
2016 ·
2017 ·
2018 ·
2019 ·
2020 · 2021 ·
2022 ·
2023 ·
2024 ·
2025